# Coloradoa santolinae
Coloradoa santolinae är en insektsart. Coloradoa santolinae ingår i släktet Coloradoa och familjen långrörsbladlöss. Inga underarter finns listade i Catalogue of Life.